# Armadillidium flavoscutatum
Armadillidium flavoscutatum är en kräftdjursart som beskrevs av Hans Strouhal 1927. Armadillidium flavoscutatum ingår i släktet Armadillidium och familjen klotgråsuggor. Inga underarter finns listade i Catalogue of Life.